# Stazione di Kaminoyama-Onsen
La Stazione di Kaminoyama-Onsen (かみのやま温泉駅?, Kaminoyama-Onsen-eki) è una stazione ferroviaria di Kaminoyama, nella prefettura di Yamagata nella regione del Tōhoku.

## Linee
- East Japan Railway Company
  - ■ Yamagata Shinkansen
  - ■ Linea principale Ōu